# Live at the Grand Olympic Auditorium
Live at the Grand Olympic Auditorium är ett livealbum av Rage Against the Machine, utgivet i november 2003. Det spelades in under två konserter på Grand Olympic Auditorium i Los Angeles september 2000. Det var ursprungligen tänkt att ges ut redan samma år men utgivningen sköts upp till följd av bandets splittring.

## Låtlista
1. "Bulls on Parade" - 5:17
2. "Bombtrack" - 4:06
3. "Calm Like a Bomb" - 4:50
4. "Bullet in the Head" - 5:29
5. "Born of a Broken Man" - 4:20
6. "Killing in the Name" - 5:03
7. "Testify" - 3:22
8. "War Within a Breath" - 3:22
9. "I'm Housin'" - 4:47
10. "Sleep Now in the Fire" - 4:11
11. "People of the Sun" - 2:27
12. "Guerrilla Radio" - 3:54
13. "Kick Out the Jams" - 3:21
14. "Know Your Enemy" - 5:18
15. "No Shelter" - 3:59
16. "Freedom" - 7:05
17. "Microphine Fiend" - 5:04 (Japanskt bonusspår)
18. "Beatiful World" - 2:47 (Japanskt bonusspår)